# Phrynidae
I Frinidi (Phrynidae Blanchard, 1852) sono una famiglia di aracnidi dell'ordine Amblypygi che comprende circa 52 specie.

## Descrizione
Lunghi da 0,5 a 6 cm. Questi aracnidi sono generalmente colorati con varie tinte di bruno e segni più scuri. Le tibie del quarto paio di zampe sono di tre o quattro segmenti. In alcune specie i pedipalpi dei maschi sono in proporzione più lunghi di quelli delle femmine.

## Ciclo biologico
Come in tutti i membri dell'ordine, i maschi depositano uno spermatozoo sul suolo, dove la femmina lo raccoglie nei genitali. Le femmine portano le uova e poi i giovani neonati in una tasca. I giovani si portano successivamente sul dorso della madre e sono trasportati finché non saranno in grado di accudire se stessi.

## Distribuzione
Regioni tropicali e subtropicali. In luoghi umidi: sotto corteccia e nella lettiera in aree boscose; fra i sassi e le rocce e nelle grotte.

## Tassonomia
Comprende i seguenti generi:
- Sottofamiglia Phryninae
  - Acanthophrynus Kraepelin, 1899
  - Paraphrynus Moreno, 1940
  - Phrynus Lamarck, 1801
  - Electrophrynus† Petrunkevitch, 1971
- Sottofamiglia Heterophryninae
  - Heterophrynus Pocock, 1894